# Quintino Sella

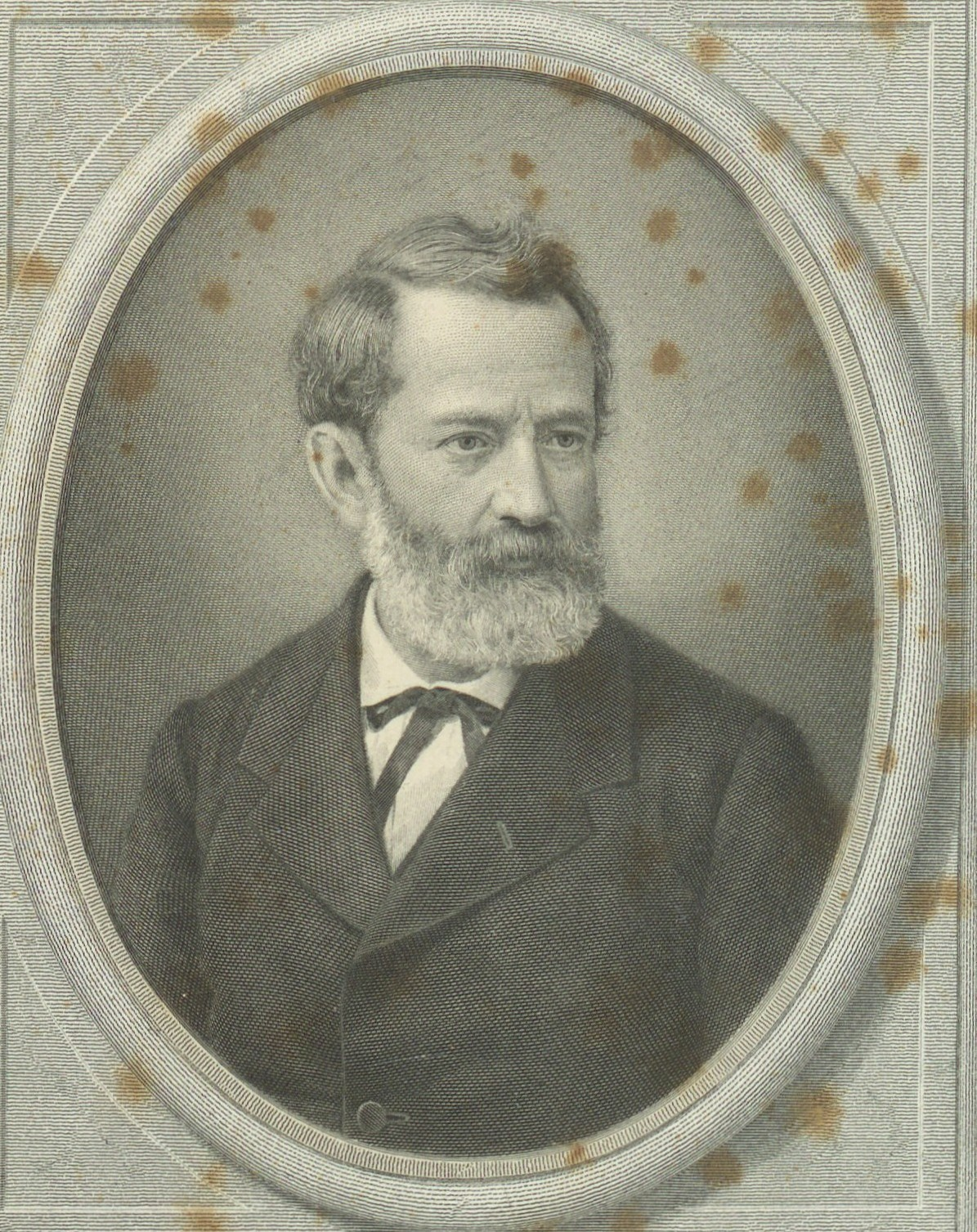
Quintino Sella

Quintino Sella (Mosso, Reino de Sardenha, 7 de julho de 1827 - Biella, 14 de março de 1884. Ministro da finanças na época de Urbano Rattazzi, Alfonso La Marmora e Giovanni Lanza, também foi um grande alpinista que fez a primeira ascensão do Monte Viso em 1863 e foi o fundador do Clube alpino italiano e ocupou o posto de presidente da Accademia Nazionale dei Lincei.

## Formação
Formou-se na École nationale supérieure des mines de Paris como engenheiro civil e 1851 e consagra a sua pesquisa essencialmente à cristalografia. De volta à Itália ensina no Instituto Politécnico de Turim e em 1861 publica  Sui principi geometrici del disegno e specialmente dell'axonometria (axonometria) que dá à representação sistémica, objetos por projeção isométrica.
Quando classificava e organizava uma coleção de minerais provenientes das minas do Reino de Sardenha, inventa um sistema para selecionar os minerais cobre e magnetita por separação eletromagnética.

## Alpinismo
Apaixonado pelo alpinismo faz parte da primeira expedição a atingir o Monte Viso com 3 841 m  em 1863. Fundador do Clube alpino italiano tem como reconhecimento vários refúgios de montanha com o seu nome como:
- Refúgio Quintino Sella em Courmayeur no Monte Branco
- Refúgio Quintino Sella no Félik no Vale de Aosta
- Refúgio Quintino Sella no Monte Viso em Crissolo.

## Publicações
Brochuras
- Sunto di una memoria sull'attrito dell'accademico Cav. Quintino Sella, letta all'Adunanza della classe di Scienze fisiche e matematiche il giorno 7 aprile alla Accademia Reale delle Scienze di Torino, Torino, Tipografia Eredi Botta, 1864
- Quadro delle forme cristalline dell'Argento Rosso, del Quarzo e del Calcare di Q. Sella (Estratto da una memoria sulle Forme Cristalline dell'Argento Rosso letta davanti alla R. Accademia delle Scienze di Torino li 10 febbraio 1856), Torino, Tipografia Paravia e Compagnia, 1856
- Studi sulla mineralogia sarda per Quintino Sella Ingegnere delle miniere, direttore del Gabinetto mineralogico del R. Istituto Tecnico di Torino, Torino, Stamperia Reale, 1856
- Sulla legge di connessione delle forme cristalline di una stessa sostanza per Q. Sella. (Estratto da una memoria Sulle Forme Cristalline dell'Argento Rosso letta alla Regia Accademia delle Scienze di Torino, li 10 febbraio 1856), Torino, Tipografia Paravia e Compagnia, 1856
- Elementare Degründung der Aronometrie, Freiberg, Buchhanblung, 1857
- Sulle forme cristalline del boro adamantino. seconda memoria. per Quintino Sella membro della R. Accademia delle Scienze, Torino, Stamperia Reale, 1857
- Sulle forme cristalline di alcuni sali di platino e del boro adamantino per Quintino Sella Membro della R. Accademia delle Scienze, Torino, Stamperia Reale, 1857
- Notizia storica dei lavori fatti dalla classe di Scienze Fisiche e Matematiche della Reale Accademia delle Scienze negli anni 1856-57 scritta dall'accademico professore Eugenio Sismonda segretario aggiunto di essa classe [..], Torino, Stamperia Reale, 1858
- Sulla savite di Q. Sella. Estratto dal Nuovo Cimento, Tomo VII, fasc.di Marzo 1858, 1858
- Discussioni del disegno di legge per la soppressione dell'Università di Sassari. Camera dei Deputati (12 giugno 1860), 1860
- Sui principi geometrici del disegno e specialmente dell'axonometrico. Lavoro dettato da Quintino Sella per le sue lezioni di Geometria applicata alle arti date in maggio e giugno 1856 al R. Istituto tecnico di Torino, Milano, Tipografia di Domenico Salvi e Comp, 1861
- Sulle forme cristalline di alcuni sali derivati dall'ammoniaca. Per Quintino Sella membro della Reale Accademia delle Scienze, Torino, Stamperia reale, 1861
- Una salita al Monviso Lettera di Quintino Sella a B. Gastaldi segretario della Scuola per gli Ingegneri, Torino, Tipografia dell'Opinione, 1863
- Discorso d'apertura del congresso dei naturalisti pronunziato dal presidente straordinario Comm. Quintino Sella nella tornata del 3 settembre 1864 in Biella. Dagli Atti della Società Italiana di scienze naturali, Milano, Tipografia Bernardoni, 1864
- Sulla costituzione geologica e sull'industria del biellese. Discorso inaugurale della prima riunione straordinaria della Società Italiana di Scienze Naturali in Biella, Biella, Tipografia Amosso, 1864
- Contabilità generale dello stato progetto di legge presentato dal ministro delle finanze Q. Sella del 19 dicembre 1865,1865
- Die Financielle Lage Italiens. Rede Finanz-Ministers herrn Sella, Köln, Dumont, 1865
- Die geometrischen principien des zeichnens, insbesondere die der axonometrie von Quintino Sella Koniglich Italienischem Finanzminister, Greifswald, C. A. Koch's Verlagsbuchhandlung, 1865
- Royaume d'Italie. Chambre des Députés. Discours sur la situation financière prononcé par M. Sella Ministre des Finances (Séance du 14 mars 1865), Firenze, Typographie de l'Italie, 1865
- Situation des finances italiennes. Discours prononcé le 13 décembre 1865 a la Chambre des Députés par M. Quintino Sella Ministre des Finances, Typographie de l'Italie, 1865
- Lezioni di cristallografia per Quintino Sella. Scuola di Applicazione degli Ingegneri in Torino, Torino, Litografia P. Briola, 1867
- Scuola di Applicazione degli Ingegneri In Torino. Lezioni di cristallografia per Quintino Sella, Torino, Litografia P. Briola, 1867
- Discorso del Deputato Quintino Sella vice-presidente onorario perpetuo della Società Generale di Mutuo Soccorso degli Operai di Biella nella Festa del XVII anniversario della medesima. 11 ottobre 1868, Biella, Tipografia e Litografia G. Amosso, 1868
- Relazione alla R. Accademia delle Scienze di Torino sulla memoria di Giovanni Struever intitolata Studii sulla mineralogia italiana. Pirite del Piemonte e dell'Elba, Torino, Stamperia Reale, 1869
- Sul combustibile italiano. Lettera del Commendatore Quintino Sella al Prof. Deputato P. Torrigiani e risposta del Dottore Luigi Battista al Professore Timoteo Riboli, Torino, Tipografia Letteraria, 1869
- Ueber den Zustand der Mineralindustrie auf der Insel Sardinien. Von. Q.Sella in Rom, Berlin, 1871, Bernstein
- Esposizione finanziaria fatta alla Camera dei deputati dal ministro delle finanze Quintino Sella nella Tornata del 12 dicembre 1871, Roma, Tipografia Eredi Botta, 1872
- Intorno ai provvedimenti finanziari. Discorso pronunciato alla Camera dei Deputati nella tornata del 18 marzo 1872 dal Ministro delle finanze Quintino Sella, Roma, Tipografia Eredi Botta, 1872
- Quintinus Sella Reverendissimo Ignatio de Doellinger Ludovico-Maximilianeae Universitatis Rectori magnifico salutem dicit, Roma, 1872
- Discours prononcé a la Chambre des députés par M. Quintino Sella Ministre des finances dans la Séance du 17 Mars 1873, Rome, Imprim, de l'Italie, 1873
- Sulla situazione delle finanze. Discorsi pronunziati alla Camera dei Deputati dal Ministro delle finanze Quintino Sella nelle tornate del 17 e 19 marzo 1873, Roma, Tipografia Eredi Botta, 1873
- Sulla tassa di macinazione dei cereali. Discorso pronunziato alla Camera dei Deputati nella tornata del 2 aprile 1873 dal Ministro delle Finanze Quintino Sella, Roma, Tipografia Eredi Botta, 1873
- Discorso pronunziato dall'onorevole Q. Sella all'apertura del VII Congresso del Club alpino. Estratto dall'OPINIONE nº 223 e 224, Roma, Tipografia dell'Opinione, 1874
- Camera dei Deputati. Discorso di Quintino Sella nelle Tornate del 26 e 27 giugno 1876 sulla convenzione di Basilea e sul trattato di Vienna pel riscatto delle ferrovie dell'Alta Italia, Roma, Tipografia Eredi Botta, 1876
- Discorso di Quintino Sella nel banchetto offertogli il 15 ottobre 1876 dagli elettori politici del Collegio di Cossato, Roma, Tipografia dell'Opinione, 1876
- Primi elementi di cristallografia per Quintino Sella. Lezioni fatte nel 1861- 62 alla Scuola d'Applicazione degli Ingegneri di Torino. Seconda Edizione, Torino, Stamperia Reale di Torino di G. B. Paravia, 1877
- Tassa sugli zuccheri. Discorsi del deputato Quintino Sella alla Camera dei Deputati 25, 26 e 27 maggio 1887, Roma, Tipografia Eredi Botta, 1877
- Sulla discussione del progetto di legge per modificazioni della legge sulla tassa del macinato. Discorso del deputato Quintino Sella pronunziato alla Camera dei deputati nella tornata del 6 luglio 1878, Roma, Tipografia Eredi Botta, 1878
- Camera dei deputati. Discussione del progetto di legge per costruzione di nuove linee di completamento della rete ferroviaria del Regno. Discorsi pronunziati dal deputato Quintino Sella nelle sedute del 21 e 23 giugno 1879. Linea Sotto-Alpina, Roma, Tipografia Eredi Botta, 1879
- Delle forme cristalline dell'Anglesite di Sardegna. Sunto della prima parte di una memoria di Quintino Sella. Reale Accademia dei Lincei Anno CCLXXVI (1878 - 1879), Roma, Salviucci, 1879
- Gastaldi Bartolomeo Cenno necrologico per Quintino Sella. Reale Accademia dei Lincei Anno CCLXXVI (1878 – 1879), Roma, Salviucci, 1879
- Codex Malabayla. Indices, 1880
- Discorso di Quintino Sella nel banchetto offertogli il 9 maggio 1880 in Mosso Santa Maria dagli elettori politici del collegio di Cossato, Biella, Tipografia e Litografia G. Amosso, 1880
- Reale Accademia dei Lincei. Quintino Sella Discorso inaugurale pronunziato nella seduta Reale del 19 dicembre 1880. Estratto dal Vol. V.º - Serie 3.a – Transunti, 1880
- Sulle presenti condizioni della pubblica finanza. Discorsi dell'On. Quintino Sella all'adunanza delle associazioni costituzionali delle province meridionali tenutasi a Napoli l'8 gennaio 1880 (resoconto stenografico), Napoli, Tipografia del Comm. Gennaro de Angelis e figlio, 1880
- Parole di Quintino Sella presidente del Club Alpino Italiano ai soci della Sezione di Napoli il 9 gennaio 1880, Napoli, R. Tipografia del Comm. Gennaro de Angelis e figlio, 1880
- Congrès Géologique International 2.me session - Bologne 1881 Discours de M. Q. Sella Président d'honneur à la séance d'ouverture, Bologna, Fava e Garagnani, 1881
- Sul concorso dello Stato nelle opere edilizie di Roma e sui provvedimenti a favore del Comune di Napoli. Discorsi del deputato Quintino Sella pronunziati alla Camera dei deputati nelle tornate delli 14, 17 e 21 marzo 1881, Roma, Tipografia Eredi Botta, 1881
- Sulle casse postali di risparmio. Lettera all'onorevole deputato Podestà. Estratto dalla Nuova Antologia 1º giugno 1881, Roma, Tipografia Barbèra, 1881
- Italia e Francia 1870. Secondo narrazioni di G.Lanza, Q.Sella, E.Ollivier e d'un uomo politico italiano, Parma, Stampato coi tipi di L. Battei, 1895
- Studi sulla minerologia sarda per Quintino Sella Ingegnere delle miniere, direttore del Gabinetto mineralogico del R. Istituto Tecnico di Torino, Torino, Stamperia Reale, 1908
- Sul modo di fare la carta geologica del Regno d'Italia. Relazione del Commendatore Quintino Sella. Al sig. Commendatore Cordova ministro di Agricoltura, Industria e Commercio, Vigliano Biellese, Tipografia Gariazzo M. & Figli, 1997

Volumes
- Royaume d'Italie. Chambre des Députés. Discours sur la situation financière prononcé par M. Sella Ministre des Finances (Séance du 14 mars 1865), Firenze, Typographie de l'Italie Memorie, Torino, 1856
- Relazione del ministro delle finanze (Quintino Sella) presentata alla Camera dei deputati nella tornata del 1º dicembre 1862, Torino, Stamperia Reale, 1862
- Progetto di legge e documenti presentati dal Ministro delle Finanze Quintino Sella nella tornata della Camera dei Deputati il 18 novembre 1862 per un'imposta sui redditi della ricchezza mobile, Torino, Tipografia Botta, 1863
- Sessione parlamentare del 1863. Tassa governativa e dazio comunale di consumo. Relazioni e discussioni alla Camera dei Deputati e testo del progetto di legge adottato nella seduta del 1º agosto 1863, Torino, Tipografia Botta, 1863
- Imposte fondiarie - Relazione con allegati presentata dal Ministro delle Finanze (Sella) alla Camera dei Deputati il 13 dicembre 1865, Firenze, Tipografia Botta, 1866
- Sull'amministrazione delle tasse sugli affari, sul demanio e sul lotto per l'anno 1864. Relazione presentata dal Ministro delle Finanze (Sella) alla Camera dei deputati, Firenze, Tipografia Eredi Botta, 1866
- Esposizione finanziaria fatta alla Camera dei deputati dal Ministro per le finanze Quintino Sella nelle Tornate del 10 e 11 marzo 1870, Firenze, Tipografia Eredi Botta, 1870
- Pandetta delle gabelle e dei diritti della Curia di Messina,Torino, Stamperia Reale, 1870
- Royaume d'Italie - Chambre des députés - Exposé de la situation financière fait par M. Quintino Sella. Séances des 10 et 11 mars 1870, Firenze, Typographie de l'Italie, 1870
- Camera dei deputati - Relazione del deputato Sella alla Commissione d'inchiesta sulle condizioni dell'industria mineraria in Sardegna, Firenze, Tipografia Eredi Botta, 1871
- Sulle condizioni dell'industria mineraria nell'isola di Sardegna. Relazione alla Commissione parlamentare d'inchiesta per Quintino Sella, Firenze, Tipografia Eredi Botta, 1871
- Codex Astensis qui de Malabayla communiter nuncupatur. Vol. II. Pars prima, secunda et tertia codicis, Roma, Salviucci, 1880
- Codex Astensis qui de Malabayla communiter nuncupatur. Vol. II. Vol. III. Vol. IV., Roma, Salviucci, 1880
- Codex Astensis qui de Malabayla communiter nuncupatur. Vol. III. Pars quarta et quinta codicis, Roma, Salviucci, 1880
- Codex Astensis qui de Malabayla communiter nuncupatur. Vol. IV. Appendix et indices locorum et hominum, Roma, Salviucci, 1880
- Teorica e pratica del regolo calcolatore. Seconda Edizione Italiana, Torino, Tipografia Paravia, 1886
- Codex astensis qui de Malabayla communiter nuncupatur Vol. I Del codice d'Asti detto Malabayla Memoria di Quintino Sella, Roma, Tipografia della Regia Accademia dei Lincei, 1887
- Del codice d'Asti Detto de Malabayla Memoria di Quintino Sella, Roma, Tipografia della Regia Accademia dei Lincei, 1887
- Discorsi parlamentari di Quintino Sella pubblicati dalla camera dei deputati, Roma, Tipografia Camera dei Deputati, 1889
- Sulle condizioni dell'industria mineraria nell'isola di Sardegna, (a cura di) Francesco Manconi, Ilisso, Nuoro, 1999 ISBN 88-85098-90-8